# A4高速公路 (瑞士)
A4高速公路（德語：Autobahn 4），是瑞士中北部的一條高速公路，全長165公里，途径沙夫豪森州、苏黎世州、楚格州、施维茨州和乌里州，部分道路列入欧洲E41公路和欧洲E54公路。

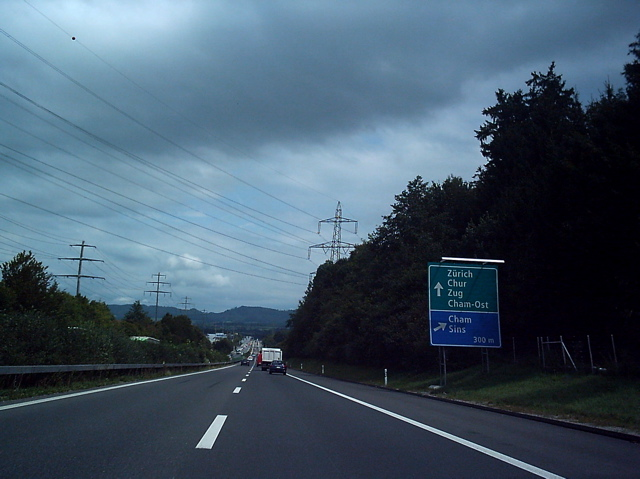
A4高速公路在里施-罗特克罗伊茨和楚格之间的路段，2004年8月

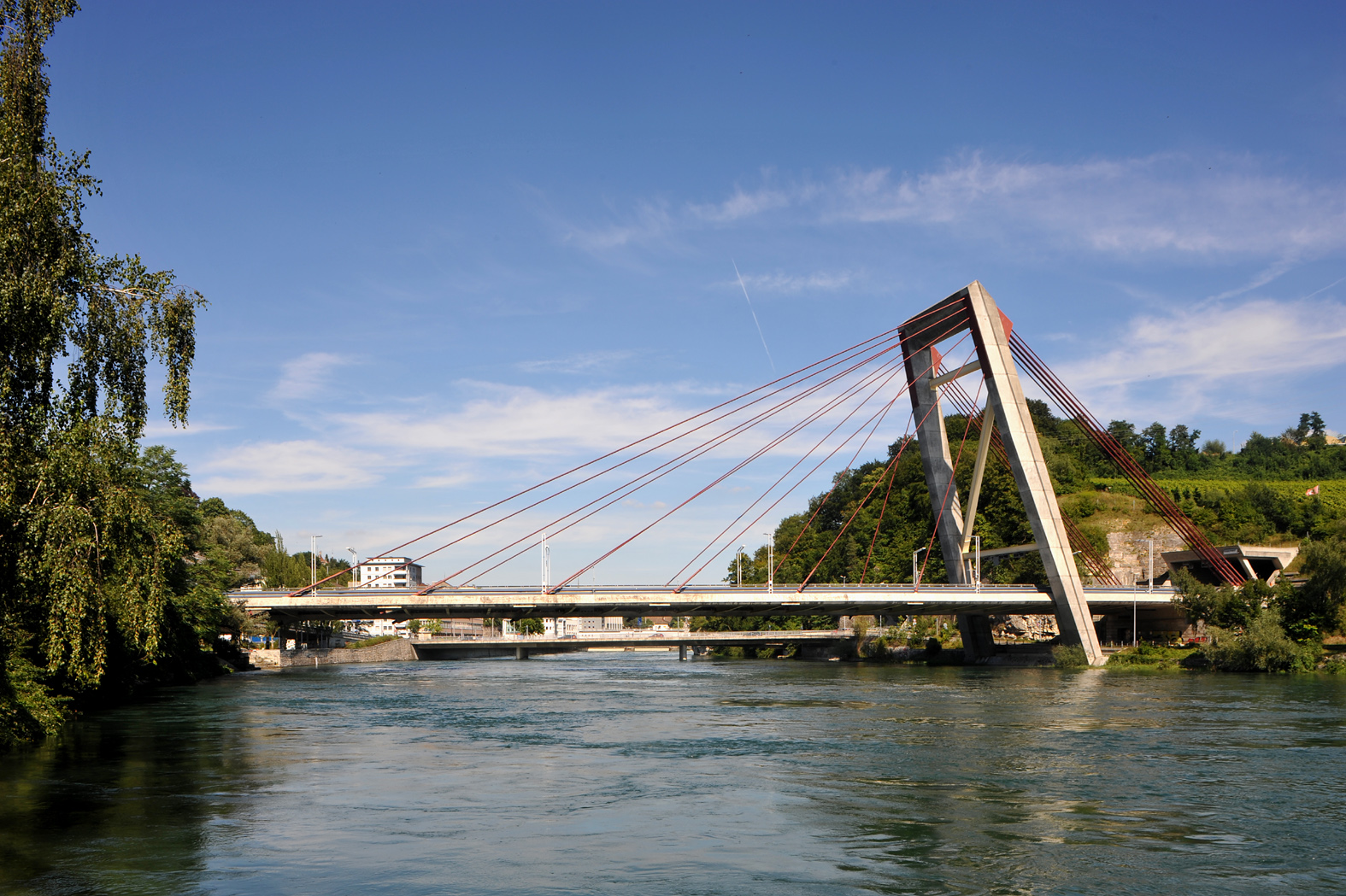
A4高速公路跨过莱茵河的单塔斜拉桥

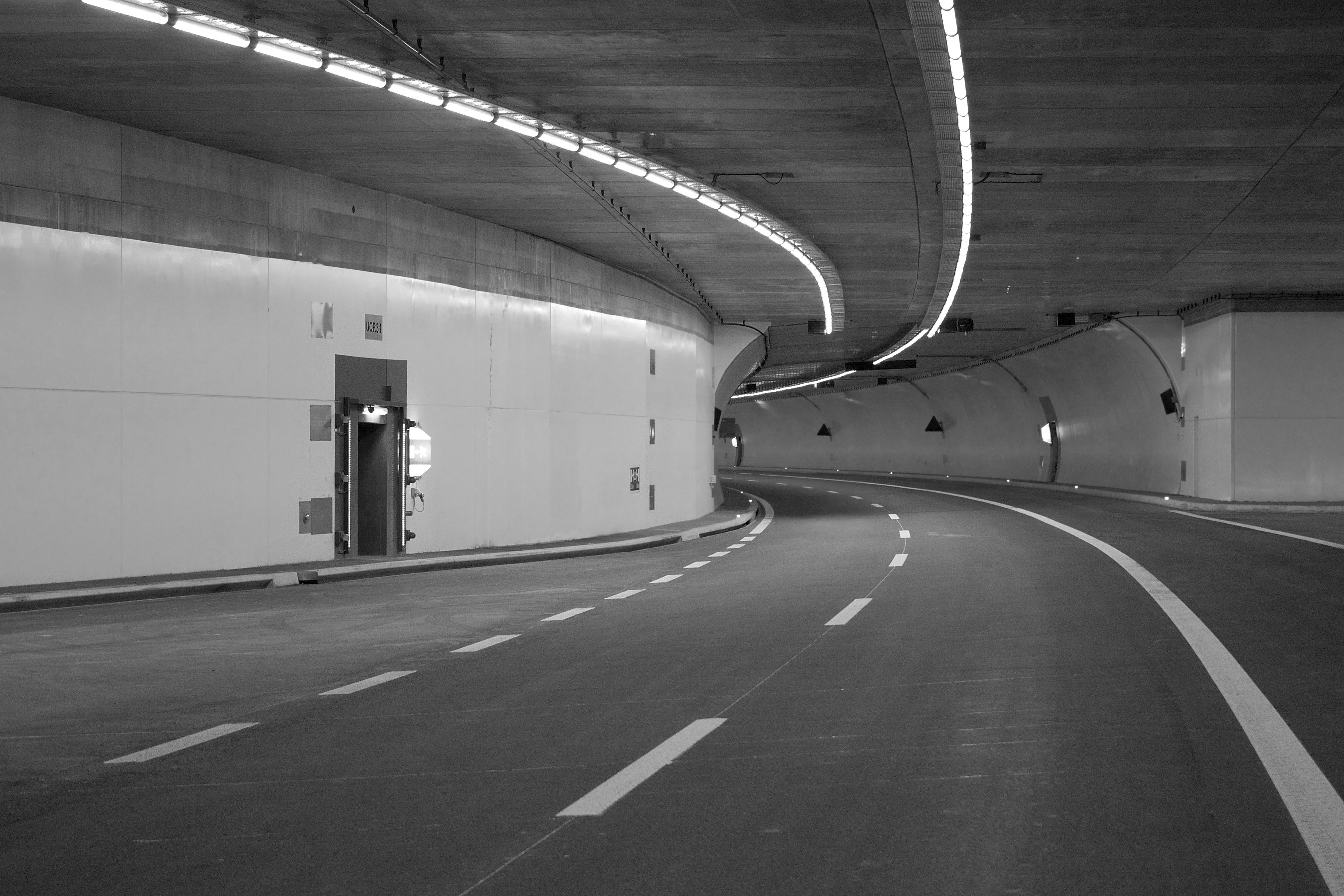
A4高速公路伊斯利斯山隧道的内景